# Jaroslav Bílek
Jaroslav Bílek (* 16. března 1971 Vimperk) je bývalý český silniční cyklista. Startoval na Letních olympijských hrách 1992, kde spolu s Pavlem Padrnosem, Miroslavem Liptákem a Františkem Trkalem obsadili osmé místo v časovce družstev na 100 km. Vyhrál Závod míru při svém debutu v roce 1993, v letech 1993, 1994 a 1996 získal trikot nejlepšího vrchaře. V letech 1992, 1993 a 1994 vyhrál etapový závod Lidice a v roce 1999 celkovou klasifikaci Tour Bohemia, z jednorázových závodů vyhrál Memoriál Josefa Křivky 1998 v Pardubicích a kritérium v Hradci Králové 1998 a 1999. Na mistrovství České republiky v silniční cyklistice byl v roce 1995 třetí v závodě jednotlivců a v roce 2001 druhý v závodě družstev. Jeho největšími úspěchy v zahraničí byly druhé místo v celkové klasifikaci závodu Kolem Japonska 1998, třetí místo na australské Herald Sun Tour ve stejném roce a cena pro nejlepšího vrchaře závodu Kolem Dolního Saska 1994. Má 2 děti, Vojtěcha a Davida Bílka
Po ukončení závodní kariéry pracuje jako obchodní ředitel nadnárodní společnosti, žije ve Včelné.

## Umístění na Závodu míru
- 1993: 1. místo
- 1994: 5. místo
- 1996: 19. místo
- 1997: 42. místo
- 1999: 13. místo
- 2000: 68. místo
- 2001: nedokončil